# Lista de deputados estaduais de Pernambuco da 5.ª legislatura
Essa é uma lista de deputados estaduais de Pernambuco eleitos para o período 1963-1967.

## Composição das bancadas
| Partido | Líder                         | Bancada | Posição      |
| ------- | ----------------------------- | ------- | ------------ |
| PST     | Mário Monteiro de Melo        | 15 / 65 | Governo      |
| PDC     | Edgar Lins Cavalcanti         | 11 / 65 | Governo      |
| UDN     | Silvio Pessoa de Carvalho     | 9 / 65  | Oposição     |
| PRP     | Rodolfo Francisco de Oliveira | 6 / 65  | Independente |
| PR      | João Novais Filho             | 5 / 65  | Oposição     |
| PSD     | Edson Moury Fernandes         | 5 / 65  | Governo      |
| PTB     | Argemiro Pereira de Menezes   | 4 / 65  | Independente |
| PRT     | José Marques da Silva         | 3 / 65  | Oposição     |
| PTN     | Luiz de Andrade Lima          | 2 / 65  | Oposição     |
| PSB     | Inaldo Ivo Lima               | 2 / 65  | Governo      |
| PL      | Gervásio Vieira Pires         | 2 / 65  | Independente |
| PSP     | Drayton Nejaim                | 1 / 65  | Independente |

## Deputados estaduais
| Deputados estaduais eleitos              | Partido | Votação | Cidade onde nasceu       | Unidade federativa |
| Abelardo Ribeiro Godoy                   | PRT     | 4.082   | Bonito                   | Pernambuco         |
| Adauto José de Melo                      | UDN     | 4.371   | Ibirajuba                | Pernambuco         |
| Airon Carlos da Silva Rios               | UDN     | 6.010   | Recife                   | Pernambuco         |
| Alcides Teixeira                         | PDC     | 4.219   | Recife                   | Pernambuco         |
| Almany de Sá Barreto Sampaio             | PST     | 5.010   | Recife                   | Pernambuco         |
| Antônio Farias                           | UDN     | 7.647   | Surubim                  | Pernambuco         |
| Antônio Barbosa de Lucena                | PRP     | 2.477   | Bananeiras               | Paraíba            |
| Antônio Cavalcanti Neves                 | PTB     | 5.363   | Itambé                   | Pernambuco         |
| Antônio Corrêa de Oliveira Andrade Filho | PDC     | 4.566   | Goiana                   | Pernambuco         |
| Antônio Fernando Barreto Sampaio         | PSB     | 5.380   | Limoeiro                 | Pernambuco         |
| Antonio Luiz da Silva Filho              | PDC     | 4.227   | Recife                   | Pernambuco         |
| Apolinário Pessoa de Siqueira            | PR      | 3.008   | Pesqueira                | Pernambuco         |
| Argemiro Pereira de Menezes              | PTB     | 4.537   | Serra Talhada            | Pernambuco         |
| Arnaldo Assunção                         | PRP     | 2.577   | Caruaru                  | Pernambuco         |
| Audálio Tenório de Albuquerque           | PST     | 4.025   | Verdejante               | Pernambuco         |
| Audomar Ferraz                           | PL      | 5.418   | Floresta                 | Pernambuco         |
| Augusto Lucena                           | PDC     | 6.406   | Guarabira                | Paraíba            |
| Áureo Howard Bradley                     | PST     | 3.552   | Água Preta               | Pernambuco         |
| Diógenes Gabriel Wanderley               | PTN     | 1.960   | Timbaúba                 | Pernambuco         |
| Drayton Nejaim                           | PSP     | 6.861   | Caruaru                  | Pernambuco         |
| Edgard Lins Cavalcanti                   | PDC     | 3.753   | Glória do Goitá          | Pernambuco         |
| Edson Moury Fernandes                    | PSD     | 4.497   | Recife                   | Pernambuco         |
| Elias Libânio Silva Ribeiro              | PDC     | 3.226   | Agrestina                | Pernambuco         |
| Fábio Corrêa de Oliveira Andrade         | PSD     | 4.611   | Escada                   | Pernambuco         |
| Felipe Coelho                            | UDN     | 6.841   | Ouricuri                 | Pernambuco         |
| Francisco de Morais Heráclito            | PST     | 5.337   | Limoeiro                 | Pernambuco         |
| Francisco Sampaio Filho                  | UDN     | 5.546   | Salgadinho               | Pernambuco         |
| Francisco Simão Dos Santos Figueira      | PDC     | 4.956   | Garanhuns                | Pernambuco         |
| Geraldo Pinho Alves                      | PTB     | 3.118   | Olinda                   | Pernambuco         |
| Gervásio Vieira Pires                    | PL      | 4.153   | Brejo da Madre de Deus   | Pernambuco         |
| Gilberto de Oliveira Azevedo             | PST     | 4.477   | Recife                   | Pernambuco         |
| Inácio de Lemos Vasconcelos              | PST     | 3.395   | Serra Talhada            | Pernambuco         |
| Inácio Mariano Valadares Filho           | UDN     | 5.432   | São José do Egito        | Pernambuco         |
| Inaldo Ivo Lima                          | PSB     | 3.851   | Angelim                  | Pernambuco         |
| João Ferreira Lima Filho                 | PST     | 6.321   | Nazaré da Mata           | Pernambuco         |
| João Novaes Filho                        | PR      | 3.127   | Floresta                 | Pernambuco         |
| José Inácio da Silva (Zé Inácio)         | PDC     | 3.870   | Juazeiro                 | Bahia              |
| José Marques da Silva                    | PRT     | 5.384   | Arapiraca                | Alagoas            |
| Joselito Moura do Amaral Padilha         | PRP     | 2.467   | Bom Conselho             | Pernambuco         |
| Josué Pereira de Oliveira                | PDC     | 3.183   | São Lourenço da Mata     | Pernambuco         |
| Lívio de Souza Valença                   | PR      | 3.430   | Capoeiras                | Pernambuco         |
| Luís Cláudio Braga Duarte                | PST     | 8.126   | Ribeirão                 | Pernambuco         |
| Luís de Andrade Lima                     | PTN     | 2.769   | Quixaba                  | Pernambuco         |
| Luiz de Oliveira Neves                   | PR      | 3.400   | Pesqueira                | Pernambuco         |
| Luiz Gonzaga Duarte                      | PSD     | 6.223   | Flores                   | Pernambuco         |
| Luiz Souto Dourado                       | PST     | 4.089   | Garanhuns                | Pernambuco         |
| Mário Monteiro de Melo                   | PST     | 3.642   | Recife                   | Pernambuco         |
| Múcio Bandeira de Mello                  | PST     | 3.592   | Recife                   | Pernambuco         |
| Nílson Ramos Leal                        | PRP     | 2.467   | Sirinhaém                | Pernambuco         |
| Nivaldo Machado                          | PDC     | 3.896   | Olinda                   | Pernambuco         |
| Olímpio de Souza Ferraz                  | PRT     | 5.932   | Dormentes                | Pernambuco         |
| Olímpio Washington Telha de Mendonça     | UDN     | 4.160   | Toritama                 | Pernambuco         |
| Osvaldo Coelho                           | PSD     | 5.660   | Juazeiro                 | Bahia              |
| Paulo Rodolfo de Rangel Moreira          | PST     | 5.033   | Águas Belas              | Pernambuco         |
| Paulo Viana de Queiroz                   | PST     | 4.262   | Bonito                   | Pernambuco         |
| Roberto Phaelante da Câmara              | PST     | 4.232   | Catende                  | Pernambuco         |
| Rodolfo Francisco de Oliveira            | PRP     | 3.326   | Barreiros                | Pernambuco         |
| Romão de Sá Sampaio                      | PTB     | 5.237   | Santa Maria da Boa Vista | Pernambuco         |
| Salviano Machado Filho                   | UDN     | 4.176   | Frei Miguelinho          | Pernambuco         |
| Sebastião Ignácio de Oliveira Neto       | PRP     | 2.404   | Recife                   | Pernambuco         |
| Sílvio Pessoa de Carvalho                | UDN     | 4.395   | Recife                   | Pernambuco         |
| Suetone Alencar                          | PSD     | 5.396   | Salgueiro                | Pernambuco         |
| Waldemir Cardoso da Cunha                | PR      | 2.773   | Camaragibe               | Pernambuco         |
| Walfredo Paulino de Siqueira             | PST     | 5.379   | São José do Egito        | Pernambuco         |
| Wilson Florentino Santana                | PDC     | 3.389   | Flores                   | Pernambuco         |